# Aeropuerto de Bangda
El Aeropuerto de Bangda está localizado en Bangda, Qamdo, Tíbet (sudoeste de China); es el segundo aeropuerto más alto del mundo con 4.334 metros sobre el nivel del mar, superado solo por el aeropuerto de Daocheng Yading. Su pista 14/32, con 5.500 metros de longitud, es la pista pública más larga del mundo, necesaria para la operación a tan gran altura.

## Aerolíneas y destinos
| Aerolíneas              | Destinos                                  |
| ----------------------- | ----------------------------------------- |
| Air China               | Chengdu                                   |
| China Southern Airlines | Chongqing                                 |
| Tibet Airlines          | Chengdu, Chongqing, Lhasa, Tianjin, Xi'an |

## Estadísticas
Ver fuente y consulta Wikidata.
- Datos: Q531800
- Multimedia: Qamdo Bamda Airport / Q531800